# Settimana Coppi e Bartali 2020
La 35.ª edición de la Settimana Coppi e Bartali (llamado oficialmente: Settimana Internazionale Coppi e Bartali) fue una carrera de ciclismo en ruta por etapas que se celebró entre el 1 y el 4 de septiembre de 2020 con inicio en la ciudad de Gatteo y final en la ciudad de Forlì en Italia. El recorrido constó de un total de 4 etapas con la primera etapa dividida en 2 fracciones sobre una distancia total de 612,7 km.
La carrera formó parte del UCI Europe Tour 2020 dentro de la categoría UCI 2.1. El vencedor final fue el ecuatoriano Jhonatan Narváez del INEOS Grenadiers. Completaron el podio, como segundo y tercer clasificado respectivamente, el italiano Andrea Bagioli y el portugués João Almeida, ambos del Deceuninck-Quick Step.

## Equipos participantes
Tomaron parte en la carrera 28 equipos de los cuales 9 fueron de categoría UCI WorldTeam, 11 de categoría UCI ProTeam y 8 de categoría Continental, quines pelotón de 167 ciclistas de los que terminaron 117. Los equipos participantes fueron:
| WorldTeams (9)- Bahrain McLaren - Astana - Deceuninck-Quick Step - UAE Team Emirates - Bora-Hansgrohe - NTT Pro Cycling - Ineos Grenadiers - Trek-Segafredo - Movistar Team ProTeams (11)- Bardiani CSF Faizanè - Vini Zabù-KTM - Androni Giocattoli-Sidermec - Gazprom-RusVelo - Alpecin-Fenix - Caja Rural-Seguros RGA - Nippo Delko One Provence - Rally Cycling - Circus-Wanty Gobert - Bingoal-Wallonie Bruxelles - Burgos-BH Equipos continentales (8)- Jumbo-Visma Development Team - Beltrami TSA-Marchiol - Sangemini-Trevigiani-MG.Kvis - Work Service Dynatek Vega - General Store Essegibi F.lli Curia - Team Colpack-Ballan - Giotti Victoria-Palomar - Colombia Tierra de Atletas-GW Bicicletas |
| |

## Recorrido
La Settimana Coppi e Bartali dispuso de 4 etapas con la primera etapa dividida en 2 fracciones para un recorrido total de 612,7 kilómetros, donde se contempla una contrarreloj por equipos el primer día.
| Etapa       | Fecha    | Recorrido                       | type                     | Distancia (km) | Ganador               | Líder            |
| ----------- | -------- | ------------------------------- | ------------------------ | -------------- | --------------------- | ---------------- |
| 1.ª etapa a | 1 de sep | Gatteo – Gatteo                 | etapa escarpada          | 97,8           | Olav Kooij            | Olav Kooij       |
| 1.ª etapa b | 1 de sep | Gatteo a Mare – Gatteo          | contrarreloj por equipos | 13,3           | Deceuninck-Quick Step | Mikkel Honoré    |
| 2.ª etapa   | 2 de sep | Riccione – Sogliano al Rubicone | etapa de montaña         | 166,5          | Andrea Bagioli        | Andrea Bagioli   |
| 3.ª etapa   | 3 de sep | Riccione – Riccione             | etapa de montaña         | 168,9          | Jhonatan Narváez      | Andrea Bagioli   |
| 4.ª etapa   | 4 de sep | Forlì – Forlì                   | etapa de media montaña   | 166,2          | Pascal Eenkhoorn      | Jhonatan Narváez |

## Desarrollo de la carrera

### 1.ª etapa A
| Gatteo - Gatteo | etapa escarpada | (97,8 km) |

| \| Clasificación de la etapa \| Clasificación de la etapa \| Clasificación de la etapa \| Clasificación de la etapa \| Clasificación de la etapa \| \| Ciclista \| Ciclista \| Equipo \| Tiempo \| \| \| ------------------------- \| ------------------------- \| ----------------------------- \| ------------------------- \| ------------------------- \| \| 1.º \| Olav Kooij \| Jumbo-Visma Development Team \| 2 h 08 min 26 s \| \| \| 2.º \| Ethan Hayter \| Ineos Grenadiers \| + 0 s \| \| \| 3.º \| Phil Bauhaus \| Bahrain McLaren \| + 0 s \| \| \| 4.º \| Gianni Vermeersch \| Alpecin-Fenix \| + 0 s \| \| \| 5.º \| Davide Persico \| Colpack-Ballan \| + 0 s \| \| \| 6.º \| Andrea Pasqualon \| Circus-Wanty Gobert \| + 0 s \| \| \| 7.º \| Francesco Di Felice \| Sangemini-Trevigiani-MG.K Vis \| + 0 s \| \| \| 8.º \| Jean-Pierre Drucker \| Bora-Hansgrohe \| + 0 s \| \| \| 9.º \| Biniam Girmay \| Nippo-Delko One Provence \| + 0 s \| \| \| 10.º \| Alex Molenaar \| Burgos-BH \| + 0 s \| \| |                     |                               |                 |
| |                     |                               |                 |
| Fuente: ProCyclingStats |                     |                               |                 |
| Clasificación de la etapa |                     |                               |                 |
| Ciclista | Ciclista            | Equipo                        | Tiempo          |
| 1.º | Olav Kooij          | Jumbo-Visma Development Team  | 2 h 08 min 26 s |
| 2.º | Ethan Hayter        | Ineos Grenadiers              | + 0 s           |
| 3.º | Phil Bauhaus        | Bahrain McLaren               | + 0 s           |
| 4.º | Gianni Vermeersch   | Alpecin-Fenix                 | + 0 s           |
| 5.º | Davide Persico      | Colpack-Ballan                | + 0 s           |
| 6.º | Andrea Pasqualon    | Circus-Wanty Gobert           | + 0 s           |
| 7.º | Francesco Di Felice | Sangemini-Trevigiani-MG.K Vis | + 0 s           |
| 8.º | Jean-Pierre Drucker | Bora-Hansgrohe                | + 0 s           |
| 9.º | Biniam Girmay       | Nippo-Delko One Provence      | + 0 s           |
| 10.º | Alex Molenaar       | Burgos-BH                     | + 0 s           |

| \| Clasificación general \| Clasificación general \| Clasificación general \| Clasificación general \| Clasificación general \| \| Ciclista \| Ciclista \| Equipo \| Tiempo \| \| \| --------------------- \| --------------------- \| ----------------------------- \| --------------------- \| --------------------- \| \| 1.º \| Olav Kooij \| Jumbo-Visma Development Team \| 2 h 08 min 20 s \| \| \| 2.º \| Ethan Hayter \| Ineos Grenadiers \| + 2 s \| \| \| 3.º \| Phil Bauhaus \| Bahrain McLaren \| + 4 s \| \| \| 4.º \| Gianni Vermeersch \| Alpecin-Fenix \| + 6 s \| \| \| 5.º \| Davide Persico \| Colpack-Ballan \| + 6 s \| \| \| 6.º \| Andrea Pasqualon \| Circus-Wanty Gobert \| + 6 s \| \| \| 7.º \| Francesco Di Felice \| Sangemini-Trevigiani-MG.K Vis \| + 6 s \| \| \| 8.º \| Jean-Pierre Drucker \| Bora-Hansgrohe \| + 6 s \| \| \| 9.º \| Biniam Girmay \| Nippo-Delko One Provence \| + 6 s \| \| \| 10.º \| Alex Molenaar \| Burgos-BH \| + 6 s \| \| |                     |                               |                 |
| |                     |                               |                 |
| Fuente: ProCyclingStats |                     |                               |                 |
| Clasificación general |                     |                               |                 |
| Ciclista | Ciclista            | Equipo                        | Tiempo          |
| 1.º | Olav Kooij          | Jumbo-Visma Development Team  | 2 h 08 min 20 s |
| 2.º | Ethan Hayter        | Ineos Grenadiers              | + 2 s           |
| 3.º | Phil Bauhaus        | Bahrain McLaren               | + 4 s           |
| 4.º | Gianni Vermeersch   | Alpecin-Fenix                 | + 6 s           |
| 5.º | Davide Persico      | Colpack-Ballan                | + 6 s           |
| 6.º | Andrea Pasqualon    | Circus-Wanty Gobert           | + 6 s           |
| 7.º | Francesco Di Felice | Sangemini-Trevigiani-MG.K Vis | + 6 s           |
| 8.º | Jean-Pierre Drucker | Bora-Hansgrohe                | + 6 s           |
| 9.º | Biniam Girmay       | Nippo-Delko One Provence      | + 6 s           |
| 10.º | Alex Molenaar       | Burgos-BH                     | + 6 s           |

### 1.ª etapa B
| Gatteo a Mare - Gatteo | contrarreloj por equipos | (13,3 km) |

| \| Clasificación de la etapa \| Clasificación de la etapa \| Clasificación de la etapa \| Clasificación de la etapa \| Clasificación de la etapa \| Clasificación de la etapa \| \| Equipo \| Equipo \| Tiempo \| Diferencia \| Promedio \| \| \| ------------------------- \| ---------------------------- \| ------------------------- \| ------------------------- \| ------------------------- \| ------------------------- \| \| 1.º \| Deceuninck-Quick Step \| 14 min 32 s \| 0 s \| 54.908 km/h \| \| \| 2.º \| Ineos Grenadiers \| 14 min 40 s \| + 8 s \| 54.409 km/h \| \| \| 3.º \| Bora-Hansgrohe \| 14 min 43 s \| + 11 s \| 54.224 km/h \| \| \| 4.º \| NTT Pro Cycling \| 14 min 46 s \| + 14 s \| 54.041 km/h \| \| \| 5.º \| Jumbo-Visma Development Team \| 14 min 49 s \| + 17 s \| 53.858 km/h \| \| \| 6.º \| Movistar Team \| 14 min 50 s \| + 18 s \| 53.798 km/h \| \| \| 7.º \| Astana \| 14 min 50 s \| + 18 s \| 53.798 km/h \| \| \| 8.º \| UAE Team Emirates \| 14 min 51 s \| + 19 s \| 53.737 km/h \| \| \| 9.º \| Bahrain McLaren \| 14 min 51 s \| + 19 s \| 53.737 km/h \| \| \| 10.º \| Trek-Segafredo \| 14 min 54 s \| + 22 s \| 53.557 km/h \| \| |                              |             |            |             |
| |                              |             |            |             |
| Fuente: ProCyclingStats |                              |             |            |             |
| Clasificación de la etapa |                              |             |            |             |
| Equipo | Equipo                       | Tiempo      | Diferencia | Promedio    |
| 1.º | Deceuninck-Quick Step        | 14 min 32 s | 0 s        | 54.908 km/h |
| 2.º | Ineos Grenadiers             | 14 min 40 s | + 8 s      | 54.409 km/h |
| 3.º | Bora-Hansgrohe               | 14 min 43 s | + 11 s     | 54.224 km/h |
| 4.º | NTT Pro Cycling              | 14 min 46 s | + 14 s     | 54.041 km/h |
| 5.º | Jumbo-Visma Development Team | 14 min 49 s | + 17 s     | 53.858 km/h |
| 6.º | Movistar Team                | 14 min 50 s | + 18 s     | 53.798 km/h |
| 7.º | Astana                       | 14 min 50 s | + 18 s     | 53.798 km/h |
| 8.º | UAE Team Emirates            | 14 min 51 s | + 19 s     | 53.737 km/h |
| 9.º | Bahrain McLaren              | 14 min 51 s | + 19 s     | 53.737 km/h |
| 10.º | Trek-Segafredo               | 14 min 54 s | + 22 s     | 53.557 km/h |

| \| Clasificación general \| Clasificación general \| Clasificación general \| Clasificación general \| Clasificación general \| \| Ciclista \| Ciclista \| Equipo \| Tiempo \| \| \| --------------------- \| --------------------- \| --------------------- \| --------------------- \| --------------------- \| \| 1.º \| Mikkel Honoré \| Deceuninck-Quick Step \| 2 h 22 min 58 s \| \| \| 2.º \| James Knox \| Deceuninck-Quick Step \| + 0 s \| \| \| 3.º \| João Almeida \| Deceuninck-Quick Step \| + 0 s \| \| \| 4.º \| Andrea Bagioli \| Deceuninck-Quick Step \| + 0 s \| \| \| 5.º \| Pieter Serry \| Deceuninck-Quick Step \| + 0 s \| \| \| 6.º \| Mauri Vansevenant \| Deceuninck-Quick Step \| + 3 s \| \| \| 7.º \| Ethan Hayter \| Ineos Grenadiers \| + 4 s \| \| \| 8.º \| Jhonatan Narváez \| Ineos Grenadiers \| + 8 s \| \| \| 9.º \| Brandon Rivera \| Ineos Grenadiers \| + 8 s \| \| \| 10.º \| Owain Doull \| Ineos Grenadiers \| + 8 s \| \| |                   |                       |                 |
| |                   |                       |                 |
| Fuente: ProCyclingStats |                   |                       |                 |
| Clasificación general |                   |                       |                 |
| Ciclista | Ciclista          | Equipo                | Tiempo          |
| 1.º | Mikkel Honoré     | Deceuninck-Quick Step | 2 h 22 min 58 s |
| 2.º | James Knox        | Deceuninck-Quick Step | + 0 s           |
| 3.º | João Almeida      | Deceuninck-Quick Step | + 0 s           |
| 4.º | Andrea Bagioli    | Deceuninck-Quick Step | + 0 s           |
| 5.º | Pieter Serry      | Deceuninck-Quick Step | + 0 s           |
| 6.º | Mauri Vansevenant | Deceuninck-Quick Step | + 3 s           |
| 7.º | Ethan Hayter      | Ineos Grenadiers      | + 4 s           |
| 8.º | Jhonatan Narváez  | Ineos Grenadiers      | + 8 s           |
| 9.º | Brandon Rivera    | Ineos Grenadiers      | + 8 s           |
| 10.º | Owain Doull       | Ineos Grenadiers      | + 8 s           |

### 2.ª etapa
| Riccione - Sogliano al Rubicone | etapa de montaña | (166,5 km) |

| \| Clasificación de la etapa \| Clasificación de la etapa \| Clasificación de la etapa \| Clasificación de la etapa \| Clasificación de la etapa \| \| Ciclista \| Ciclista \| Equipo \| Tiempo \| \| \| ------------------------- \| ------------------------- \| ------------------------- \| ------------------------- \| ------------------------- \| \| 1.º \| Andrea Bagioli \| Deceuninck-Quick Step \| 4 h 21 min 58 s \| \| \| 2.º \| Jhonatan Narváez \| Ineos Grenadiers \| + 1 s \| \| \| 3.º \| Nicola Conci \| Trek-Segafredo \| + 1 s \| \| \| 4.º \| Diego Ulissi \| UAE Team Emirates \| + 1 s \| \| \| 5.º \| Mauro Finetto \| Nippo-Delko One Provence \| + 6 s \| \| \| 6.º \| João Almeida \| Deceuninck-Quick Step \| + 6 s \| \| \| 7.º \| Jacopo Mosca \| Trek-Segafredo \| + 9 s \| \| \| 8.º \| Jan Bakelants \| Circus-Wanty Gobert \| + 9 s \| \| \| 9.º \| Gavin Mannion \| Rally Cycling \| + 9 s \| \| \| 10.º \| Luca Wackermann \| Vini Zabù-KTM \| + 9 s \| \| |                  |                          |                 |
| |                  |                          |                 |
| Fuente: ProCyclingStats |                  |                          |                 |
| Clasificación de la etapa |                  |                          |                 |
| Ciclista | Ciclista         | Equipo                   | Tiempo          |
| 1.º | Andrea Bagioli   | Deceuninck-Quick Step    | 4 h 21 min 58 s |
| 2.º | Jhonatan Narváez | Ineos Grenadiers         | + 1 s           |
| 3.º | Nicola Conci     | Trek-Segafredo           | + 1 s           |
| 4.º | Diego Ulissi     | UAE Team Emirates        | + 1 s           |
| 5.º | Mauro Finetto    | Nippo-Delko One Provence | + 6 s           |
| 6.º | João Almeida     | Deceuninck-Quick Step    | + 6 s           |
| 7.º | Jacopo Mosca     | Trek-Segafredo           | + 9 s           |
| 8.º | Jan Bakelants    | Circus-Wanty Gobert      | + 9 s           |
| 9.º | Gavin Mannion    | Rally Cycling            | + 9 s           |
| 10.º | Luca Wackermann  | Vini Zabù-KTM            | + 9 s           |

| \| Clasificación general \| Clasificación general \| Clasificación general \| Clasificación general \| Clasificación general \| \| Ciclista \| Ciclista \| Equipo \| Tiempo \| \| \| --------------------- \| --------------------- \| ------------------------ \| --------------------- \| --------------------- \| \| 1.º \| Andrea Bagioli \| Deceuninck-Quick Step \| 6 h 44 min 46 s \| \| \| 2.º \| Jhonatan Narváez \| Ineos Grenadiers \| + 13 s \| \| \| 3.º \| João Almeida \| Deceuninck-Quick Step \| + 16 s \| \| \| 4.º \| Nicola Conci \| Trek-Segafredo \| + 29 s \| \| \| 5.º \| Diego Ulissi \| UAE Team Emirates \| + 30 s \| \| \| 6.º \| James Knox \| Deceuninck-Quick Step \| + 30 s \| \| \| 7.º \| Iván Ramiro Sosa \| Ineos Grenadiers \| + 34 s \| \| \| 8.º \| Jacopo Mosca \| Trek-Segafredo \| + 41 s \| \| \| 9.º \| Merhawi Kudus \| Astana \| + 42 s \| \| \| 10.º \| Mauro Finetto \| Nippo-Delko One Provence \| + 46 s \| \| |                  |                          |                 |
| |                  |                          |                 |
| Fuente: ProCyclingStats |                  |                          |                 |
| Clasificación general |                  |                          |                 |
| Ciclista | Ciclista         | Equipo                   | Tiempo          |
| 1.º | Andrea Bagioli   | Deceuninck-Quick Step    | 6 h 44 min 46 s |
| 2.º | Jhonatan Narváez | Ineos Grenadiers         | + 13 s          |
| 3.º | João Almeida     | Deceuninck-Quick Step    | + 16 s          |
| 4.º | Nicola Conci     | Trek-Segafredo           | + 29 s          |
| 5.º | Diego Ulissi     | UAE Team Emirates        | + 30 s          |
| 6.º | James Knox       | Deceuninck-Quick Step    | + 30 s          |
| 7.º | Iván Ramiro Sosa | Ineos Grenadiers         | + 34 s          |
| 8.º | Jacopo Mosca     | Trek-Segafredo           | + 41 s          |
| 9.º | Merhawi Kudus    | Astana                   | + 42 s          |
| 10.º | Mauro Finetto    | Nippo-Delko One Provence | + 46 s          |

### 3.ª etapa
| Riccione - Riccione | etapa de montaña | (168,9 km) |

| \| Clasificación de la etapa \| Clasificación de la etapa \| Clasificación de la etapa \| Clasificación de la etapa \| Clasificación de la etapa \| \| Ciclista \| Ciclista \| Equipo \| Tiempo \| \| \| ------------------------- \| ------------------------- \| ------------------------- \| ------------------------- \| ------------------------- \| \| 1.º \| Jhonatan Narváez \| Ineos Grenadiers \| 4 h 37 min 04 s \| \| \| 2.º \| Pascal Eenkhoorn \| Jumbo-Visma \| + 0 s \| \| \| 3.º \| Biniam Girmay \| Nippo-Delko One Provence \| + 0 s \| \| \| 4.º \| Jacopo Mosca \| Trek-Segafredo \| + 0 s \| \| \| 5.º \| Ethan Hayter \| Ineos Grenadiers \| + 0 s \| \| \| 6.º \| João Almeida \| Deceuninck-Quick Step \| + 0 s \| \| \| 7.º \| Gianni Vermeersch \| Alpecin-Fenix \| + 0 s \| \| \| 8.º \| Nicola Conci \| Trek-Segafredo \| + 0 s \| \| \| 9.º \| Giovanni Visconti \| Vini Zabù-KTM \| + 0 s \| \| \| 10.º \| Alessandro Covi \| UAE Team Emirates \| + 0 s \| \| |                   |                          |                 |
| |                   |                          |                 |
| Fuente: ProCyclingStats |                   |                          |                 |
| Clasificación de la etapa |                   |                          |                 |
| Ciclista | Ciclista          | Equipo                   | Tiempo          |
| 1.º | Jhonatan Narváez  | Ineos Grenadiers         | 4 h 37 min 04 s |
| 2.º | Pascal Eenkhoorn  | Jumbo-Visma              | + 0 s           |
| 3.º | Biniam Girmay     | Nippo-Delko One Provence | + 0 s           |
| 4.º | Jacopo Mosca      | Trek-Segafredo           | + 0 s           |
| 5.º | Ethan Hayter      | Ineos Grenadiers         | + 0 s           |
| 6.º | João Almeida      | Deceuninck-Quick Step    | + 0 s           |
| 7.º | Gianni Vermeersch | Alpecin-Fenix            | + 0 s           |
| 8.º | Nicola Conci      | Trek-Segafredo           | + 0 s           |
| 9.º | Giovanni Visconti | Vini Zabù-KTM            | + 0 s           |
| 10.º | Alessandro Covi   | UAE Team Emirates        | + 0 s           |

| \| Clasificación general \| Clasificación general \| Clasificación general \| Clasificación general \| Clasificación general \| \| Ciclista \| Ciclista \| Equipo \| Tiempo \| \| \| --------------------- \| --------------------- \| ------------------------ \| --------------------- \| --------------------- \| \| 1.º \| Andrea Bagioli \| Deceuninck-Quick Step \| 11 h 21 min 50 s \| \| \| 2.º \| Jhonatan Narváez \| Ineos Grenadiers \| + 3 s \| \| \| 3.º \| João Almeida \| Deceuninck-Quick Step \| + 16 s \| \| \| 4.º \| Nicola Conci \| Trek-Segafredo \| + 29 s \| \| \| 5.º \| Diego Ulissi \| UAE Team Emirates \| + 30 s \| \| \| 6.º \| Iván Ramiro Sosa \| Ineos Grenadiers \| + 34 s \| \| \| 7.º \| Jacopo Mosca \| Trek-Segafredo \| + 41 s \| \| \| 8.º \| Merhawi Kudus \| Astana \| + 42 s \| \| \| 9.º \| Mauro Finetto \| Nippo-Delko One Provence \| + 46 s \| \| \| 10.º \| Pascal Eenkhoorn \| Jumbo-Visma \| + 49 s \| \| |                  |                          |                  |
| |                  |                          |                  |
| Fuente: ProCyclingStats |                  |                          |                  |
| Clasificación general |                  |                          |                  |
| Ciclista | Ciclista         | Equipo                   | Tiempo           |
| 1.º | Andrea Bagioli   | Deceuninck-Quick Step    | 11 h 21 min 50 s |
| 2.º | Jhonatan Narváez | Ineos Grenadiers         | + 3 s            |
| 3.º | João Almeida     | Deceuninck-Quick Step    | + 16 s           |
| 4.º | Nicola Conci     | Trek-Segafredo           | + 29 s           |
| 5.º | Diego Ulissi     | UAE Team Emirates        | + 30 s           |
| 6.º | Iván Ramiro Sosa | Ineos Grenadiers         | + 34 s           |
| 7.º | Jacopo Mosca     | Trek-Segafredo           | + 41 s           |
| 8.º | Merhawi Kudus    | Astana                   | + 42 s           |
| 9.º | Mauro Finetto    | Nippo-Delko One Provence | + 46 s           |
| 10.º | Pascal Eenkhoorn | Jumbo-Visma              | + 49 s           |

### 4.ª etapa
| Forlì - Forlì | etapa de media montaña | (166,2 km) |

| \| Clasificación de la etapa \| Clasificación de la etapa \| Clasificación de la etapa \| Clasificación de la etapa \| Clasificación de la etapa \| \| Ciclista \| Ciclista \| Equipo \| Tiempo \| \| \| ------------------------- \| ------------------------- \| -------------------------- \| ------------------------- \| ------------------------- \| \| 1.º \| Pascal Eenkhoorn \| Jumbo-Visma \| 3 h 54 min 05 s \| \| \| 2.º \| Diego Ulissi \| UAE Team Emirates \| + 0 s \| \| \| 3.º \| Jhonatan Narváez \| Ineos Grenadiers \| + 0 s \| \| \| 4.º \| Viacheslav Kuznetsov \| Gazprom-RusVelo \| + 0 s \| \| \| 5.º \| Andrea Pasqualon \| Circus-Wanty Gobert \| + 0 s \| \| \| 6.º \| Gianni Vermeersch \| Alpecin-Fenix \| + 0 s \| \| \| 7.º \| Andrea Bagioli \| Deceuninck-Quick Step \| + 0 s \| \| \| 8.º \| Giovanni Visconti \| Vini Zabù-KTM \| + 0 s \| \| \| 9.º \| Arjen Livyns \| Bingoal-Wallonie Bruxelles \| + 0 s \| \| \| 10.º \| Gavin Mannion \| Rally Cycling \| + 0 s \| \| |                      |                            |                 |
| |                      |                            |                 |
| Fuente: ProCyclingStats |                      |                            |                 |
| Clasificación de la etapa |                      |                            |                 |
| Ciclista | Ciclista             | Equipo                     | Tiempo          |
| 1.º | Pascal Eenkhoorn     | Jumbo-Visma                | 3 h 54 min 05 s |
| 2.º | Diego Ulissi         | UAE Team Emirates          | + 0 s           |
| 3.º | Jhonatan Narváez     | Ineos Grenadiers           | + 0 s           |
| 4.º | Viacheslav Kuznetsov | Gazprom-RusVelo            | + 0 s           |
| 5.º | Andrea Pasqualon     | Circus-Wanty Gobert        | + 0 s           |
| 6.º | Gianni Vermeersch    | Alpecin-Fenix              | + 0 s           |
| 7.º | Andrea Bagioli       | Deceuninck-Quick Step      | + 0 s           |
| 8.º | Giovanni Visconti    | Vini Zabù-KTM              | + 0 s           |
| 9.º | Arjen Livyns         | Bingoal-Wallonie Bruxelles | + 0 s           |
| 10.º | Gavin Mannion        | Rally Cycling              | + 0 s           |

## Clasificaciones finales
Las clasificaciones finalizaron de la siguiente forma:

### Clasificación general
| \| Clasificación general \| Clasificación general \| Clasificación general \| Clasificación general \| Clasificación general \| \| Ciclista \| Ciclista \| Equipo \| Tiempo \| \| \| --------------------- \| --------------------- \| ------------------------ \| --------------------- \| --------------------- \| \| 1.º \| Jhonatan Narváez \| Ineos Grenadiers \| 15 h 15 min 54 s \| \| \| 2.º \| Andrea Bagioli \| Deceuninck-Quick Step \| + 1 s \| \| \| 3.º \| João Almeida \| Deceuninck-Quick Step \| + 17 s \| \| \| 4.º \| Diego Ulissi \| UAE Team Emirates \| + 25 s \| \| \| 5.º \| Nicola Conci \| Trek-Segafredo \| + 30 s \| \| \| 6.º \| Pascal Eenkhoorn \| Jumbo-Visma \| + 40 s \| \| \| 7.º \| Jacopo Mosca \| Trek-Segafredo \| + 42 s \| \| \| 8.º \| Merhawi Kudus \| Astana \| + 43 s \| \| \| 9.º \| Mauro Finetto \| Nippo-Delko One Provence \| + 47 s \| \| \| 10.º \| Gavin Mannion \| Rally Cycling \| + 53 s \| \| |                  |                          |                  |
| |                  |                          |                  |
| Fuente: ProCyclingStats |                  |                          |                  |
| Clasificación general |                  |                          |                  |
| Ciclista | Ciclista         | Equipo                   | Tiempo           |
| 1.º | Jhonatan Narváez | Ineos Grenadiers         | 15 h 15 min 54 s |
| 2.º | Andrea Bagioli   | Deceuninck-Quick Step    | + 1 s            |
| 3.º | João Almeida     | Deceuninck-Quick Step    | + 17 s           |
| 4.º | Diego Ulissi     | UAE Team Emirates        | + 25 s           |
| 5.º | Nicola Conci     | Trek-Segafredo           | + 30 s           |
| 6.º | Pascal Eenkhoorn | Jumbo-Visma              | + 40 s           |
| 7.º | Jacopo Mosca     | Trek-Segafredo           | + 42 s           |
| 8.º | Merhawi Kudus    | Astana                   | + 43 s           |
| 9.º | Mauro Finetto    | Nippo-Delko One Provence | + 47 s           |
| 10.º | Gavin Mannion    | Rally Cycling            | + 53 s           |

### Clasificación de la montaña
| Clasificación de la montaña | Clasificación de la montaña | Clasificación de la montaña | Clasificación de la montaña | Clasificación de la montaña |
| Ciclista                    | Ciclista                    | Equipo                      | Puntos                      |                             |
| --------------------------- | --------------------------- | --------------------------- | --------------------------- | --------------------------- |
| 1.º                         | Julen Amezqueta             | Caja Rural-Seguros RGA      | 31 pts                      |                             |
| 2.º                         | Ben O'Connor                | NTT Pro Cycling             | 26 pts                      |                             |
| 3.º                         | Johan Jacobs                | Movistar Team               | 25 pts                      |                             |
| 4.º                         | Jon Irisarri                | Caja Rural-Seguros RGA      | 13 pts                      |                             |
| 5.º                         | Iván Ramiro Sosa            | Ineos Grenadiers            | 12 pts                      |                             |
| 6.º                         | Jan Bakelants               | Circus-Wanty Gobert         | 9 pts                       |                             |
| 7.º                         | Jesús Ezquerra              | Burgos-BH                   | 9 pts                       |                             |
| 8.º                         | James Knox                  | Deceuninck-Quick Step       | 6 pts                       |                             |
| 9.º                         | Simone Petilli              | Circus-Wanty Gobert         | 6 pts                       |                             |
| 10.º                        | Umberto Marengo             | Vini Zabù-KTM               | 6 pts                       |                             |

### Clasificación por puntos
| Clasificación por puntos | Clasificación por puntos | Clasificación por puntos     | Clasificación por puntos | Clasificación por puntos |
| Ciclista                 | Ciclista                 | Equipo                       | Puntos                   |                          |
| ------------------------ | ------------------------ | ---------------------------- | ------------------------ | ------------------------ |
| 1.º                      | Jhonatan Narváez         | Ineos Grenadiers             | 24 pts                   |                          |
| 2.º                      | Pascal Eenkhoorn         | Jumbo-Visma                  | 18 pts                   |                          |
| 3.º                      | Diego Ulissi             | UAE Team Emirates            | 13 pts                   |                          |
| 4.º                      | Andrea Bagioli           | Deceuninck-Quick Step        | 12 pts                   |                          |
| 5.º                      | Ethan Hayter             | Ineos Grenadiers             | 12 pts                   |                          |
| 6.º                      | Olav Kooij               | Jumbo-Visma Development Team | 10 pts                   |                          |
| 7.º                      | Gianni Vermeersch        | Alpecin-Fenix                | 10 pts                   |                          |
| 8.º                      | Nicola Conci             | Trek-Segafredo               | 7 pts                    |                          |
| 9.º                      | Jacopo Mosca             | Trek-Segafredo               | 7 pts                    |                          |
| 10.º                     | Andrea Pasqualon         | Circus-Wanty Gobert          | 7 pts                    |                          |

### Clasificación de los jóvenes
| Clasificación del mejor joven | Clasificación del mejor joven | Clasificación del mejor joven | Clasificación del mejor joven | Clasificación del mejor joven |
| Ciclista                      | Ciclista                      | Equipo                        | Tiempo                        |                               |
| ----------------------------- | ----------------------------- | ----------------------------- | ----------------------------- | ----------------------------- |
| 1.º                           | Jhonatan Narváez              | Ineos Grenadiers              | 15 h 15 min 54 s              |                               |
| 2.º                           | Andrea Bagioli                | Deceuninck-Quick Step         | + 1 s                         |                               |
| 3.º                           | João Almeida                  | Deceuninck-Quick Step         | + 17 s                        |                               |
| 4.º                           | Nicola Conci                  | Trek-Segafredo                | + 30 s                        |                               |
| 5.º                           | Pascal Eenkhoorn              | Jumbo-Visma                   | + 40 s                        |                               |
| 6.º                           | Einer Rubio                   | Movistar Team                 | + 1 min 00 s                  |                               |
| 7.º                           | Kevin Inkelaar                | Bahrain McLaren               | + 1 min 07 s                  |                               |
| 8.º                           | Ide Schelling                 | Bora-Hansgrohe                | + 1 min 39 s                  |                               |
| 9.º                           | Alessandro Covi               | UAE Team Emirates             | + 4 min 33 s                  |                               |
| 10.º                          | Gino Mäder                    | NTT Pro Cycling               | + 5 min 33 s                  |                               |

### Clasificación por equipos
| Clasificación por equipos | Clasificación por equipos   | Clasificación por equipos | Clasificación por equipos |
| Equipo                    | Equipo                      | Tiempo                    |                           |
| ------------------------- | --------------------------- | ------------------------- | ------------------------- |
| 1.º                       | Astana                      | 45 h 20 min 45 s          |                           |
| 2.º                       | Deceuninck-Quick Step       | + 5 s                     |                           |
| 3.º                       | Androni Giocattoli-Sidermec | + 19 s                    |                           |
| 4.º                       | Nippo Delko One Provence    | + 5 min 55 s              |                           |
| 5.º                       | UAE Team Emirates           | + 6 min 27 s              |                           |
| 6.º                       | Ineos Grenadiers            | + 10 min 59 s             |                           |
| 7.º                       | Caja Rural-Seguros RGA      | + 26 min 53 s             |                           |
| 8.º                       | Vini Zabù-KTM               | + 27 min 30 s             |                           |
| 9.º                       | Movistar Team               | + 28 min 22 s             |                           |
| 10.º                      | Burgos-BH                   | + 30 min 22 s             |                           |

## Evolución de las clasificaciones
| Etapa                   | Vencedor                | Clasificación general | Clasificación de la montaña | Clasificación de los puntos | Clasificación de los jóvenes | Clasificación por equipos |
| ----------------------- | ----------------------- | --------------------- | --------------------------- | --------------------------- | ---------------------------- | ------------------------- |
| 1.ª (A)                 | Olav Kooij              | Olav Kooij            | Johan Jacobs                | Olav Kooij                  | Olav Kooij                   | INEOS Grenadiers          |
| 1.ª (B)                 | Deceuninck-Quick Step   | Mikkel Honoré         | Johan Jacobs                | Olav Kooij                  | Mikkel Honoré                | Deceuninck-Quick Step     |
| 2.ª                     | Andrea Bagioli          | Andrea Bagioli        | Johan Jacobs                | Andrea Bagioli              | Andrea Bagioli               | Deceuninck-Quick Step     |
| 3.ª                     | Jhonatan Narváez        | Andrea Bagioli        | Julen Amezqueta             | Jhonatan Narváez            | Andrea Bagioli               | Deceuninck-Quick Step     |
| 4.ª                     | Pascal Eenkhoorn        | Jhonatan Narváez      | Julen Amezqueta             | Jhonatan Narváez            | Jhonatan Narváez             | Astana                    |
| Clasificaciones finales | Clasificaciones finales | Jhonatan Narváez      | Julen Amezqueta             | Jhonatan Narváez            | Jhonatan Narváez             | Astana                    |

## UCI World Ranking
La Settimana Coppi e Bartali otorgó puntos para el UCI World Ranking para corredores de los equipos en las categorías UCI WorldTeam, UCI ProTeam y Continental. Las siguientes tablas son el baremo de puntuación y los 10 corredores que obtuvieron más puntos:
| Posición              | 1.º | 2.º | 3.º | 4.º | 5.º | 6.º | 7.º | 8.º | 9.º | 10.º | 11.º | 12.º | 13.º-15.º | 16.º-25.º |
| Clasificación general | 125 | 85  | 70  | 60  | 50  | 40  | 35  | 30  | 25  | 20   | 15   | 10   | 5         | 3         |
| Por etapa             | 14  | 5   | 3   |     |     |     |     |     |     |      |      |      |           |           |
| Líder                 | 3   |     |     |     |     |     |     |     |     |      |      |      |           |           |

| Clasificación |                  |                          |         |       |       |        |
| Posición      | Ciclista         | Equipo                   | General | Etapa | Líder | Total  |
| ------------- | ---------------- | ------------------------ | ------- | ----- | ----- | ------ |
| 1.º           | Jhonatan Narváez | INEOS Grenadiers         | 125     | 22,83 | -     | 147,83 |
| 2.º           | Andrea Bagioli   | Deceuninck-Quick Step    | 85      | 16,33 | 6     | 107,33 |
| 3.º           | João Almeida     | Deceuninck-Quick Step    | 70      | 2,33  | -     | 72,33  |
| 4.º           | Diego Ulissi     | UAE Emirates             | 60      | 5     | -     | 65     |
| 5.º           | Pascal Eenkhoorn | Jumbo-Visma Development  | 40      | 19    | -     | 59     |
| 6.º           | Nicola Conci     | Trek-Segafredo           | 50      | 3     | -     | 53     |
| 7.º           | Jacopo Mosca     | Trek-Segafredo           | 35      | -     | -     | 35     |
| 8.º           | Merhawi Kudus    | Astana                   | 30      | -     | -     | 30     |
| 9.º           | Mauro Finetto    | NIPPO DELKO One Provence | 25      | -     | -     | 25     |
| 10.º          | Gavin Mannion    | Rally                    | 20      | -     | -     | 20     |